# 小领蜂鸟
小领蜂鸟（学名：Heliangelus micraster），是雨燕目蜂鸟科的一种鸟类。
小领蜂鸟体重约3.9克，翼长约63.5毫米，嘴峰长约16.5毫米，喙宽度约1.8毫米，喙厚度约1.3毫米，跗蹠长约5.3毫米，尾长约43.5毫米。小领蜂鸟在其分布区内为留鸟，其栖息在密集的高大树木组成的森林中，食性为草食性，主要食物来源是植物的花蜜。

## 亚种
- ：分布于厄瓜多尔东南部和邻近的秘鲁北部的安第斯山脉地区。
- ：分布于秘鲁西北部的安第斯山脉地区。[4]